# Capnella bouilloni
Capnella bouilloni är en korallart som beskrevs av Verseveldt 1976. Capnella bouilloni ingår i släktet Capnella och familjen Nephtheidae. Inga underarter finns listade i Catalogue of Life.